# Damir Kedžo
Damir Kedžo (Castelmuschio, 24 maggio 1987) è un cantante croato.
Avrebbe dovuto rappresentare la Croazia all'Eurovision Song Contest 2020 con il brano Divlji vjetre, poi annullato a causa della pandemia di COVID-19.

## Biografia
Nato a Castelmuschio, è salito alla ribalta nel 2003 partecipando al concorso canoro Story Supernova Music Talents, dove si è classificato settimo. L'anno successivo, insieme a Saša Lozar e Tin Samardžić, ha fondato il trio musicale Saša, Tin & Kedžo con cui ha pubblicato l'album Instant.
Nel 2006, dopo un anno di pausa, il cantante ha partecipato al festival musicale Melodije Istre i Kvarnera, dove ha vinto il premio come artista emergente. L'anno successivo ha preso nuovamente parte alla kermesse, vincendo il premio per la miglior interpretazione. Nel 2008 ha pubblicato il suo album di debutto eponimo. Nel 2010 ha vinto il primo premio allo Slavianski Bazaar in Bielorussia. Nel 2011 ha partecipato a Dora, il processo di selezione croato per l'Eurovision Song Contest, venendo eliminato alle fasi preliminari del programma.
Nel 2016 il cantante è stato confermato come concorrente alla terza edizione di Tvoje lice zvuči poznato, versione croata di Tu cara me suena, vincendo l'edizione con l'imitazione di Mariah Carey.
Nel dicembre 2019 è stata confermata la partecipazione a Dora 2020 con il brano Divlji vjetre. Il 29 febbraio 2020 ha vinto il festival dopo essere arrivato primo nel televoto e secondo nel voto della giuria, diventando così il rappresentante nazionale per l'Eurovision Song Contest 2020 a Rotterdam, nei Paesi Bassi. Tuttavia, il 18 marzo 2020 l'evento è stato cancellato a causa della pandemia di COVID-19.
Nel dicembre 2022 è stata annunciata dall'emittente radiotelevisiva nazionale HRT la terza partecipazione di Damir Kedžo a Dora 2023, questa volta con l'inedito Angels and Demons. In occasione dell'evento, che si è svolto nel febbraio 2023, si è classificato al 5º posto su 18 partecipanti.

## Discografia

### Album in studio
- 2008 – Damir Kedžo
- 2020 – Poljubi me sad

### Singoli
- 2013 – Karta krive boje
- 2016 – Korijen u pijesku
- 2016 – Ronim na dah
- 2016 – O, sveta noć
- 2017 – Sve u meni se budi
- 2018 – Vojnik ljubavi
- 2018 – Ne mogu iz dana u noć (con Medea)
- 2018 – Šuti
- 2019 – Srce mi umire za njom
- 2019 – Jerusalem (con Antun Tomislav Saban, Essky Essky, gli Zagreb Philharmonics e i Cantores Sancti Marci)
- 2019 – Vidi se izdaleka
- 2019 – Poljubi me sad
- 2020 – Divlji vjetre
- 2020 – Nedodirljiva
- 2020 – Sjeti se
- 2020 – By My Side (con Rika 360)
- 2021 – Hram (con Tijana Bogićević)
- 2021 – U nama
- 2021 – Vatra i led
- 2021 – Kad ljubav
- 2022 – Izbor je tvoj

### Con i Saša, Tin & Kedžo
- 2005 – Instant